# Hyboloma
Hyboloma is een geslacht van vlinders van de familie snuitmotten (Pyralidae), uit de onderfamilie Pyralinae.

## Soorten
- H. nummosalis Ragonot, 1891
- H. pallidalis Hampson, 1906